# Georges Desbons
Georges Desbons (Maubourguet, 5. studenoga 1889. – Pariz, 26. rujna 1962.), bio je francuski odvjetnik. Bio je jedan od najpoznatijih francuskih odvjetnika i predsjednik francuske odvjetničke komore.

## Životopis

### Rani život i školovanje, Prvi svjetski rat
Georges Desbons rodio se u Maubourguetu, gradiću u podnožju Pireneja, 1889. godine. Njegovi predci pripadali su plemstvu Bigorre. Desbonsov djed s očeve strane bio je političar i jedan od osnivača Republike, a djed s majčine strane bio je inženjer u SAD-u i kasnije diplomat, provevši veći dio svoga života u Južnoj Americi. Otac mu je bio sudac Georges Eugène Anatole Desbons. Georges Desbons bio je učenik lokalnih škola, a potom je naobrazbu nastavio u Pauu, te nakon toga upisao je koledž Stanislas u Parizu. Studirao je pravo u Parizu, a 1911. godine postao je članom odvjetničke komore u Parizu. Doktorirao je 1912. godine a njegova disertacija ocijenjena je kao izuzetna. Godine 1913. počinje se baviti zloporabom vojnih sudova, te ih je optužio u svome članku L' agonie de la justice militaire (Agonija vojnog pravosuđa), kojega je objavio u časopisu La Revue socialiste. U svojim knjigama bavio se i selom o kojem je napisao tri knjige. Iako zbog zdravstvenih razloga biva oslobođen vojnih obveza dragovoljno je pristupio i otišao na bojišnicu, u kolovozu 1914. godine, gdje je je služio kao običan vojnik a nakon toga je, zbog narušenoga zdravlja, premješten u administraciju. Tadašnji francuski ministar René Viviani imenovao ga je podžupanom i u tu svrhu odlazi u grad Uzès.

### Nakon Prvoga svjetskog rata

#### Odvjetnik crnogorske kraljevske obitelji i pravni savjetnik
Završetkom Prvoga svjetskog rata crnogorska vlada u egzilu u Francuskoj angažirala je Desbonsa u obrani interesa Crne Gore. Bio je odvjetnik crnogorske kraljevske obitelji, te savjetnik Crvenoga križa Crne Gore i Ureda Crne Gore za vanjsku trgovinu. Bio je svjedokom ekscesa koje je činila srpska vojska tijekom aneksije Crne Gore, te je osudio nepravednost ugovora i brutalne ambicije Beograda. Godine 1920. uredio je knjižicu Pere Šoća ↓1 L'allié martyr le Monténégro (Crna Gora saveznik martir). Poslije je i sam napisao jedno djelo o Kraljevini Crnoj Gori, L'Agonie du Royaume de Monténégro (Agonija Kraljevine Crne Gore), koje je ostalo u rukopisu.

#### Bugarska i Madžarska
Desbons je 1930. godine napisao knjigu La Bulgarie après le Traité de Neuilly, a 1933. godine knjigu La Hongrie après le traité de Trianon: les erreurs de la paix u kojima se bavi bugarskim i madžarskim slučajevima nakon završetka Prvoga svjetskog rata odnosno potpisivanjem Neuillyskoga i Trianonskoga sporazuma iz 1919. i 1920. godine.

#### Branitelj ustaša
Godine 1935. Desbons preuzeo je obranu ustaša Mije Kralja, Zvonimira Pospišla i Ivana Raića koji su bili optuženi kao sudionici u pripremanju i izvršenju atentata na jugoslavenskoga kralja Aleksandara I. Karađorđevića i francuskoga ministra vanjskih poslova Louisa Barthoua u Marseilleu 9. listopada 1934. godine. Njegovo preuzimanje obrane bilo je iznenađenje za establišment zbog toga što je Desbons bio visoki dužnosnik odvjetničke komore i blizak umjerenoj francuskoj ljevici. Desbonsu se prijetilo smrću, a morao je biti i čuvan, poslije primitka obavijesti od francuske policije o dojavi kako srpski atentator dolazi ubiti odvjetnika i na putu je iz SAD-a za Aix-en-Provence. Suđenje je bilo u gradu Aix-en-Provenceu i počelo je 18. studenoga 1935. godine, no već drugoga dana, 19. studenoga, zabranjuje mu se obrambeni govor a na tužiteljevo traženje od suda je bio brisan s popisa branitelja te je potom izbačen iz Odvjetničke komore zbog njegovih neugodnih pitanja, učestalih prigovora sudskim tumačima i primjedba koje je sud smatrao blaćenjem francuskoga pravosuđa. ↓2 Nakon Desbonsova odstranjenja suđenje je prekinuto a "predstojnik odvjetničke komore, Emile de Saint-Auban i njegovi kolege nastavili su njegovim stopama te su u konačnici optuženici ipak uspjeti izbjeći giljotinu, što nije nipošto bilo predvidljivo". Emile de Saint-Auban prihvatio se obrane optuženih iz prosvjeda protiv odstranjenja Georgesa Desbonsa i nije primao naknadu za svoj rad, isto kao ni Desbons prije njega, osim jednoga dijela novca za pokrivanje troškova suđenja. Na kraju obnovljenoga suđenja (5. do 12. veljače 1936. godine) Mijo Kralj, Zvonimir Pospišl i Ivan Raić osuđeni su na doživotnu robiju a dr. Ante Pavelić, Eugen Dido Kvaternik i Ivan Perčević, koji su suđeni u izočnosti kao idejni začetnici atentata, na smrt.

### Pred Drugi svjetski rat i Drugi svjetski rat
Desbons je ostao u dodiru s dr. Antom Pavelićem i održavao je pismene veze s njim, te je posjećivao njega i Eugena Didu Kvaternika dok su ovi bili u talijanskome zatvoru. ↓3 Desbons je nakon izbacivanja iz Odvjetničke komore bio "na ledu" ali ne dugo jer već 31. ožujka 1936. godine službeno je vraćen na posao, nastavlja svoju praksu, neki su mu predmeti oduzeti te je sam sebi morao tražiti klijente a postao je i predmetom otrovnih kritika (negdje ga optužuju da je fašist, a negdje da je komunist). Godine 1940., nakon francuskoga vojnog poraza, Desbons je i nadalje zastupao domoljubne republikanske stavove te, iako ima veliko štovanje prema maršalu Pétainu, nije prihvatio ukidanje Republike niti odobravao politiku svoga prijatelja iz djetinjstva Pierrea Lavala, u dodiru je s franjevcem Corentin Cloarecom, svećenikom u francuskome Pokretu otpora i putem njega pružao je pomoć brojnoj djeci i osiromašenim obiteljima. U svome odvjetničkome poslu pružao je pomoć, bez ikakve naknade, brojnim pripadnicima Pokreta otpora i pojedincima koji odbijaju odlazak na prisilan rad, te poradi toga Gestapo dva puta čini premetačinu u njegovome stanu. Nakon uspostavljanja NDH, 10. travnja 1941. godine, Desbons je opetovano posjećivao Zagreb a 1943. godine i Mostar. Vichyevska Francuska priznavala je neovisnost NDH de facto, a Pavelić je nastojao ishoditi de jure priznanje imenovanjem Desbonsa francuskim veleposlanikom u NDH. Desbons ipak nije bio službeno imenovan veleposlanikom, te je djelovao u svojstvu glavara "francuskoga izaslanstva" u Zagrebu, a Pavelić mu je 11. siječnja 1943. godine uručio odličje Red krune kralja Zvonimira. Posljednji put Desbons posjetio je Zagreb u ožujku 1944. godine.

### Nakon oslobođenja Francuske i Drugoga svjetskog rata
Pariz je oslobođen u kolovozu 1944. godine a Desbons je optužen za "kolaboraciju" i izdaju, te je odveden u pariški zatvor Fresnes. U zatvoru je proveo nekoliko mjeseci i protiv njega pokrenut je kazneni postupak. Iz svoje ćelije Desbons, već narušenoga zdravlja, prosvjedovao je, zahtijevajući obustavu kaznenoga progona. Nalog za oslobođenje stigao je u ožujku 1945. godine ali postupak protiv njega i dalje je trajao.
»Državno tužilaštvo, piše Le Monde 23. ožujka 1945., odlučuje pustiti na uvjetnu slobodu Georges Desbonsa, odvjetnika iz Pariza, koji je održavao bliske veze s Vladom Republike Hrvatske i njezinim čelnikom Ante Pavelićem. Optuženi, koji očekuje obustavu postupka, odbija napustiti zatvor u kojemu četiri dana štrajka glađu.«
Unatoč dobroj obrani i povoljnim svjedočenjima istaknutih ljudi (npr. budući francuski predsjednik vlade Antoine Pinay) Desbonsove pravne zavrzlame trajale su sve do 1947. godine.
Desbons je i poslije Drugoga svjetskog rata ostao u pismenom dodiru s dr. Antom Pavelićem i drugim Hrvatima iz emigracije (...uvijek sam bio vjeran prijatelj vaše domovine. U okviru mojih mogućnosti i mojih pravih informacija, razbijam lažne konstrukcije i izbjegavam greške koje mogu imati teške posljedice... Drugim riječima, ostajem vjeran samom sebi., napisao je u pismu prijatelju fra Branku Mariću), te se javljao i u hrvatskim emigrantskim listovima (Hrvatska ima pravo na pravdu. Ovo pravo na pravdu podrazumijeva slobodu., napisao je u Hrvatskom domobranu, 1954. godine).
Umro je 26. rujna 1962. godine, oko 22,30 sati, u pariškoj bolnici St. Joseph. Pokopan je 1. listopada 1962. godine, urešen na prsima s Redom krune kralja Zvonimira, na pariškom groblju Saint-Cloud, uz nazočnost dvojice članova Francuske akademije i izaslanstva mladih hrvatskih domoljuba.

## Nedovršeno djelo
- Iza Desbonsa ostalo je u rukopisu njegovo nedovršeno djelo Les origines historiques et politiques de l'attentat de Marseille et le procès d'Aix-en-Provence: typescript, n.d.[9] Htijući ostaviti budućim naraštajima svoj iskaz o atentatu u Marseilleu i kako bi konačno svima obznanio što bi bio rekao da mu je bilo dopušteno iznijeti obranu na suđenju u Aix-en-Provenceu 1935. godine, prikupljao je podatke za buduću knjigu posvećenu hrvatskome pitanju, no nije ju uspio završiti zbog bolesti i smrti.[2] Jedan dio toga materijala objavljen je u Madridu 1983. godine u knjizi U obrani istine i pravde koju je uredila i tiskala Višnja Pavelić u sklopu zbirke knjiga o hrvatskoj povijesti "Domovina".[10]

## Djela
- Capitalisme et Agriculture, Pariz, 1912.
- Le Crédit Agricole, Pariz, 1913.
- L'agonie de la justice militaire, Pariz, 1913.
- L'Allemagne et le droit de la guerre, Pariz, 1915.
- La responsabilité civile des communes, Montpellier, 1915.
- La coopération rurale au Danemark, Montpellier, 1916.
- La crise agricole et le remède coopératif: l'exemple du Danemark, Pariz, 1917. (španj. izd. La crisis agrícola y el remedio cooperativo: Dinamarca como ejemplo, Zaragoza, 1919.)
- Pour le droit par le droit, Pariz, 1917.
- La Constitution Polonaise, Pariz, 1921.
- L'Elevage et l'industrie laitière lettone, Pariz, 1929.
- Une Richesse nationale bulgare. La culture des roses, la fabrication de l'essence de roses, Pariz, 1929.
- Le Commerce des chiffons et la loi de 1905 sur les fraudes, Pariz, 1930.
- La Bulgarie après le Traité de Neuilly, Pariz, 1930.
- La Hongrie après le traité de Trianon: les erreurs de la paix, Pariz, 1933.
- Notes sur la loi de révision du prix de vente des fonds de commerce, Pariz, 1935.
- U obrani istine i pravde, sv. I.: Zašto sam branio ustaše = Pourquoi j'ai defendu les Oustachas, (ur. Višnja Pavelić), Zbirka "Domovina", Višnja Pavelić, Madrid, 1983. ↓4
- Slom "Velike Srbije": poviestni i politički pristup atentatu na jugoslavenskoga kralja Aleksandra I. u Marseilleu dne 9. listopada 1934., Knjižnica Red, sv. 5, Hrvatski obranbeni red, Zagreb, 2020.[11]

## Odličja
- Odlikovan je od bugarskoga kralja Borisa III.[2]
- 1943.: Red krune kralja Zvonimira.[2]